# 迪班巴河
3°56′56″N 9°45′46″E / 3.948858°N 9.762726°E

迪班巴河（法語：Dibamba），是喀麥隆的河流，位於該國南部，河流全長150公里，流域面積2,400平方公里，流經濱海區，該河道在杜阿拉附近建有一座橋樑。